# Metro séxtuple
El metro séxtuple se refiere a un tipo de métrica musical caracterizada por seis tiempos de igual medida en un compás. Como los metros dobles, triples y cuádruples más comunes, puede ser simple, con cada tiempo dividido en dos pulsos, o compuesto, con cada tiempo dividido en tres pulsos. 
Las firmas de tiempo más comunes para el metro séxtuple simple son 6
4 y 6
8, y el metro séxtuple compuesto se escribe con mayor frecuencia en 18
8 or 18
16, de los cuales no necesariamente su compás esté agrupado en 6 tiempos con tres pulsos. Puede usarse, por ejemplo, para indicar un compás de  metro triple en el que cada tiempo se subdivide en seis partes.
Un ejemplo de una pieza con cierto momento en metro séxtuple es Barcarolette en Mi ♭ menor , n. 12, de las 49 Esquisses, de Charles-Valentin Alkan, que está escrita en (18
8).